# پل مارتین (ورزشکار)
پل مارتین (انگلیسی: Paul Martin؛ ۱۱ اوت ۱۹۰۱ – ۲۸ آوریل ۱۹۸۷ (aged 85)) ورزشکار دو و میدانی اهل سوئیس بود.
وی در مسابقات کشوری و بین‌المللی در مجموع برندهٔ ۳ مدال طلا، ۲ مدال نقره شده‌است.